# Leopard 1
Kampfpanzer Leopard 1 (také Leopard 1, před Leopardem 2 jednoduše známý jako Kampfpanzer Leopard) je hlavní bojový tank navržený společností Porsche a vyráběný společností Krauss-Maffei v západním Německu. Do služby poprvé vstoupil v roce 1965. Vyvinut byl v době, kdy se mělo za to, že díky munici HEAT má konvenční těžké pancéřování omezenou hodnotu. Návrh Leopardu se tedy zaměřil na efektivní palebnou sílu a mobilitu namísto těžké ochrany. Vyznačoval se lehčím pancéřováním, účinným pouze proti automatickým kanónům nižších ráží a těžkým kulometům, což mu dávalo vysoký poměr výkonu k hmotnosti. To ve spojení s moderním odpružením a hnacím ústrojím poskytlo Leopardu vynikající mobilitu a průchodnost terénem ve srovnání s většinou ostatních hlavních bojových tanků té doby. Konkurovaly mu pouze francouzský AMX-30 a švédský Stridsvagn 103. Hlavní výzbroj tanku Leopard sestávala z německé licenční verze britského kanonu Royal Ordnance L7 ráže 105 mm, jedné z nejúčinnějších a nejrozšířenějších tankových zbraní té doby.
Návrh začal jako společný projekt během 50. let mezi západním Německem a Francií. Později se k němu připojila Itálie, ale partnerství krátce poté skončilo a konečný návrh si objednal Bundeswehr. Výroba v plném rozsahu začala v roce 1965. Celkem bylo postaveno 6 485 tanků Leopard, z toho 4744 bojových tanků a 1741 užitkových a protiletadlových variant, mimo 80 prototypů a předsériových vozidel.
Leopard se rychle stal standardem mnoha evropských armád a nakonec sloužil jako hlavní bojový tank u více než tuctu zemí po celém světě, například v australské, belgické, dánské, německé, řecké, italské, nizozemské, norské a turecké, přičemž největšími uživateli byly až do jeho vyřazení západní Německo, Itálie a Nizozemsko. Od roku 1990 byl Leopard 1 ve většině armád postupně odsunut do vedlejších rolí. V německé armádě byl Leopard 1 zcela nahrazen v roce 2003 Leopardem 2, zatímco vozidla založená na Leopardu 1 jsou stále široce používána v užitkových rolích.
Leopard 2 nahradil Leopard 1 i u mnoha jiných zemí, přičemž odvozená vozidla využívající korbu Leopardu 1 stále slouží. V současnosti jsou největšími provozovateli Řecko s 520 vozidly, Turecko s 397 vozidly, Brazílie s 378 vozidly a Chile s 202 vozidly. Většina těchto vozidel byla vylepšena různými typy pancéřování, palebnou silou a senzory, aby byla zachována schopnost čelit moderním hrozbám. 

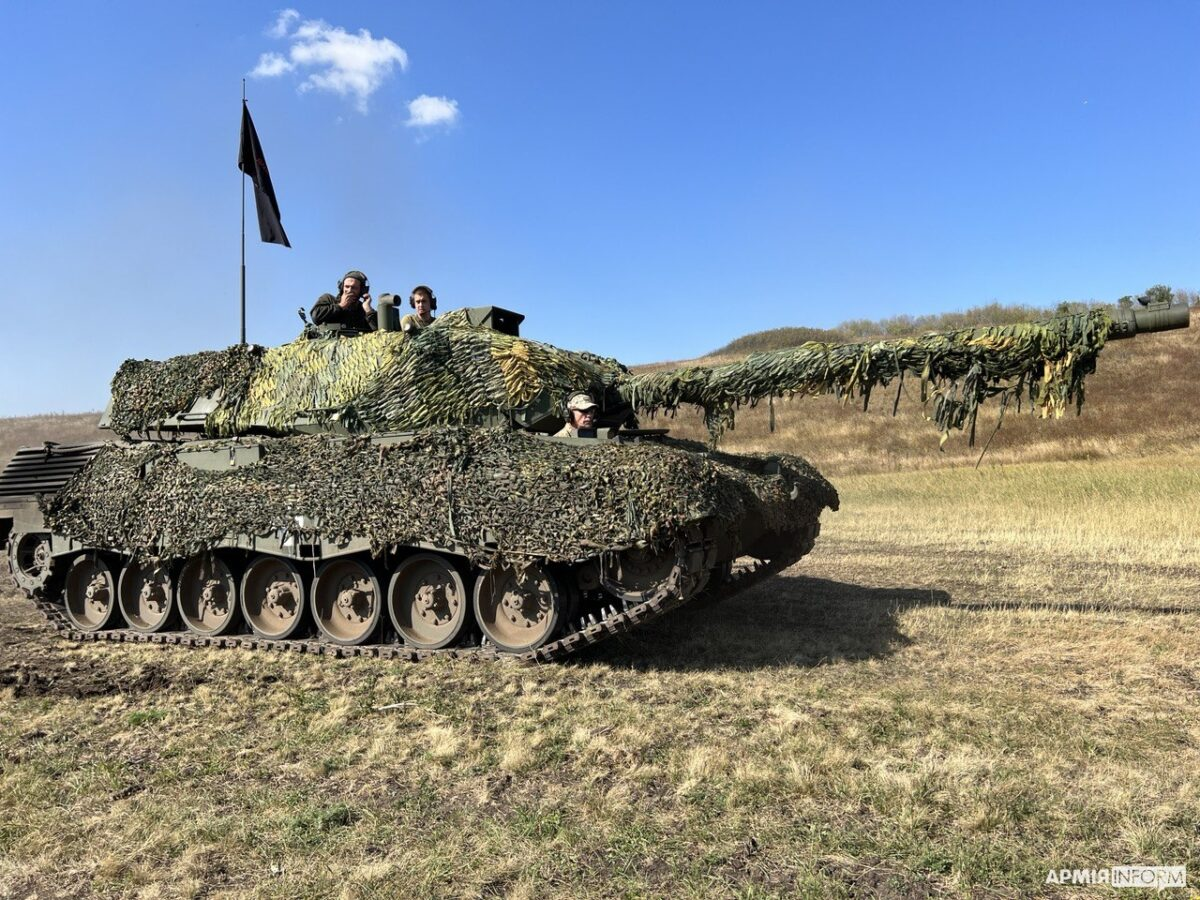
Leopard 1A5 ukrajinské armády

Na konci listopadu 2023 byly zaznamenány tanky Leopard 1A5 u bojových jednotek (44. brigáda) na východě Ukrajiny (v danou chvíli už Ukrajina obdržela od Německa, Dánska a Nizozemska 30 kusů, slíbeno má dalších 130). Podle fotek na síti Telegram nebyly tyto stroje vybaveny doplňkovou dynamickou ochranou, ani rošty k ochraně před útoky FPV drony. Ze stejného zdroje pocházejí i videa o prvních ztrátách. Dle nezávislého webu Oryx ztratila Ukrajina k červnu 2025 dle volně dostupné fotodokumentace nejméně 13 Leopardů 1A5 a dalších 5 bylo poškozeno.

## Uživatelé

### Současní
- Brazílie – 128 Leopard 1BE a 250 Leopard 1A5
- Ekvádor – 30 Leopard 1V a 30 Leopard 1A5
- Chile – 202 Leopard 1V, ve službě už jen 120 tanků
- Řecko – 501 Leopard 1A5GR a 19 Leopard 1A4GR
- Turecko – 170 A1 a 227 A3, upraveny na standard Leopard 1T Volkan
- Ukrajina - 3. února 2023 Německo povolilo prodej 88 Leopardů strojírenského koncernu Rheinmetall Ukrajinské armádě, k 8. únoru to bylo celkem 178 Leopardů 1A5.[4] Prvních 10 kusů bylo předáno 21. července 2023.[5]

### Bývalí
- Austrálie – 71
- Belgie – 334 Leopard 1A5
- Dánsko – 230 Leopard 1A5DK, nahrazeny Leopardem 2
- Itálie – 920, nahrazeny typem Ariete
- Kanada – 66 Leopard C2
- Německo – 2 437, nahrazeny Leopardem 2
- Nizozemsko – 468
- Norsko – 172